# 静岡県庁
静岡県庁（しずおかけんちょう）は地方公共団体である静岡県の行政機関（役所）である。庁舎は静岡市葵区にあり、本館、東館、別館、西館で構成される。

## 防災体制
第49-52代静岡県知事の石川嘉延は、静岡県庁の防災体制の強化を積極的に進めていた。兵庫県南部地震での兵庫県庁の初動体制の不備に危機感を強めた石川知事は1996年4月、静岡県庁総務部防災局の配下に「緊急防災支援室」（英語：Shizuoka Prefectural Emergency Coordination Team、通称：SPECT）を創設し、地震発生直後から機動的に対応する特別部隊を整備するなど、震災時の遺漏のない初動体制の整備に尽力していた。
その後も石川知事は、防災体制の強化を図り続けた。2009年には、静岡県庁総務部防災局を発展的に解消した危機管理局を設置した。この危機管理局は、従来の防災行政だけでなく、テロ対策、伝染病、食の安全など、さまざまな危機に包括的に対処する部局となった。2010年4月、静岡県庁は組織再編を行い、総務部の危機管理局を局から部に昇格させ、危機管理部とした。

## 静岡県の組織
2025年4月1日現在の組織を次に示す。

※以下、右にある[表示]をクリックすると一覧表示される。
知事 - 副知事(2)
- 企画部
  - 総務課、企画課、知事政策課、デジタル戦略課、電子県庁課、統計活用課、地域外交課、多文化共生課、総合教育課
- 総務部
  - 総務課、秘書課、広聴広報課、法務文書課、人事課、職員厚生課、地域振興課、市町行財政課
    - 地域局（賀茂、東部、中部、西部）
- 財務部
  - 総務課、財政課、税務課、行政経営課、建築企画課、建築工事課、設備課
    - 財務事務所（下田、熱海、沼津、富士、静岡、藤枝、磐田、浜松）
- 危機管理部
  - 総務課、危機政策課、危機情報課、危機対策課、消防保安課、原子力安全対策課
- くらし・環境部
  - 政策管理局 - 総務課、経理課、企画政策課
  - 県民生活局 - 県民生活課、くらし交通安全課、男女共同参画課
    - 県民生活センター（東部、中部、西部）、賀茂広域消費生活センター

  - 建築住宅局 - 住まいづくり課、建築安全推進課、公営住宅課
  - 環境局 - 環境政策課、環境ふれあい課、自然保護課、廃棄物リサイクル課、生活環境課、水資源課、盛土対策課
- スポーツ・文化観光部
  - 総務課、企画経理課、スポーツ政策課、スポーツ振興課、文化政策課、文化財課、富士山世界遺産課、観光政策課、観光振興課、空港管理課、空港振興課
- 健康福祉部
  - 政策管理局 - 総務課、経理課、企画政策課
  - 福祉長寿局 - 地域福祉課、福祉長寿政策課、介護保険課、福祉指導課
  - こども若者局 - こども政策課、こども未来課、こども家庭課、私学振興課
  - 障害者支援局 - 障害者政策課、障害福祉課
  - 医療局 - 医療政策課、地域医療課、疾病対策課、感染症対策課
  - 健康局 - 健康政策課、健康増進課、国民健康保険課
  - 生活衛生局 - 衛生課、薬事課
  - 健康福祉センター（賀茂、熱海、東部、御殿場、富士、中部、西部）
- 経済産業部
  - 政策管理局 - 総務課、経理課、産業政策課、組合検査課
  - 産業革新局 - 産業イノベーション推進課、新産業集積課、マーケティング課、エネルギー政策課
  - 就業支援局 - 産業人材課、職業能力開発課
  - 商工業局 - 商工振興課、企業立地推進課、商工金融課、経営支援課、地域産業課
  - 農業局 - 農業戦略課、農業ビジネス課、食と農の振興課、お茶振興課、農産振興課、畜産振興課
  - 農地局 - 農地計画課、農地整備課、農地保全課、農地調整課
  - 森林・林業局 - 森林計画課、林業振興課、森林整備課、森林保全課
    - 農林事務所（賀茂、東部、富士、中部、志太榛原、中遠、西部）

  - 水産・海洋局 - 水産振興課、水産資源課
- 交通基盤部
  - 政策管理局 - 総務課、経理課、建設政策課
  - 建設経済局 - 建設業課、公共用地課、技術調査課、工事検査課
  - 道路局 - 道路企画課、道路整備課、道路保全課
  - 河川砂防局 - 河川砂防管理課、河川企画課、河川海岸整備課、土木防災課、砂防課
    - 土木事務所（下田、熱海、沼津、富士、静岡、島田、袋井、浜松）

  - 港湾局 - 港湾企画課、港湾振興課、港湾整備課、漁港整備課
    - 清水港管理局、港管理事務所（焼津漁港、田子の浦、御前崎）

  - 都市局 - 都市計画課、地域交通課、土地対策課、景観まちづくり課、街路整備課、生活排水課、公園緑地課
- 会計管理者
  - 出納局 - 会計総務課、会計支援課、出納審査課、集中化推進課、用度課
    - 出納室（賀茂、東部、中部、西部）

## 県行政関連施設
- 静岡県地震防災センター

## しずおかネットテレビ
「しずおかネットテレビ」は静岡県が運営するインターネットテレビ放送である。知事記者会見、県庁ミニ情報、県政ニュースなど7系統のチャネルを用意して県政の広報に努めている。